# Lithobates magnaocularis
Lithobates magnaocularis är en groddjursart som först beskrevs av Frost och Bagnara 1974.  Lithobates magnaocularis ingår i släktet Lithobates och familjen egentliga grodor. Inga underarter finns listade i Catalogue of Life.

## Utseende
Honor är med en längd av 71 mm större än hanar som blir cirka 56 mm långa. Arten har mörka tvärgående band över bakbenen. Mellan fingrarna finns ingen simhud. Vid bakfoten förekommer simhud mellan tårna, men den är ofullständig mellan tredje och fjärde tån. Kroppen har en gulbrun grundfärg. På ryggen och på bålens sidor är mörkbruna fläckar glest fördelade. Fläckarna har ljusa kanter. Ögat har en vulst på baksidan och på vulsten förekommer en mörk fläck. Från varje öga till höften sträcker sig en smal gul strimma.
Jämförd med den liknande arten Lithobates neovolcanicus har Lithobates magnaocularis allmänt fler och mindre fläckar på bålen samt en mjukare hud på ovansidan. Hos arten är den ovala membranen som används för hörseln (tympanum, motsvarigheten till trumhinnan) mindre än ögat.

## Utbredning
Arten förekommer i västra Mexiko från centrala Sonora över västra Chihuahua, Sinaloa, västra Zacatecas, Nayarit och Aguascalientes till nordvästra Jalisco. Den lever i låglandet och i kulliga områden upp till 470 meter över havet. Habitatet varierar mellan buskskogar, lövfällande skogar, halvöknar och gräsmarker. Lithobates magnaocularis behöver vattenpölar som skapas av regn i reviret. Den hittas även i mindre vattendrag, i diken eller i vattentråg för boskapsdjur.

## Bevarandestatus
Intensivt bruk av landskapet, svedjebruk och vattenföroreningar, bland annat av gruvdrift, hotar beståndet i begränsade områden. Allmänt är arten vanligt förekommande. IUCN kategoriserar arten globalt som livskraftig.